# Beggin' on Your Knees
"Beggin' on Your Knees" é uma canção da cantora norte-americana de pop Victoria Justice. A canção foi lançada como terceiro single oficial da cantora e está presente no álbum Victorious Soundtrack, que apresenta canções que aparecem na série. A estreia da canção foi realizada ao vivo no Kids' Choice Awards 2011. A canção alcançou a posição de número 58 na Billboard Hot 100.

## Charts
| Chart (2011)           | Melhor posição |
| ---------------------- | -------------- |
| U.S. Billboard Hot 100 | 58             |